# K.E. Larsen
Knud Erik Larsen (født 7. august 1923 i Varde, død 27. december 1997) var højskoleforstander og senere direktør i Undervisningsministeriet og Kulturministeriet.
Knud Larsen var søn af lærerægteparret Ragnhild (1892-1943) og Kristian Larsen (1888-1963) på Starup Skole i Vester Starup Sogn øst for Varde. Han blev gift i 1947 med børnehavelærerinde Birte L., født Mindedal Rasmussen (f. 1923 i Ollerup Sogn).
Efter studentereksamen (Haslev 1942) arbejdede K.E. Larsen ved bl.a. landbruget i 5 år og studerede derefter jura. Han blev cand.jur. i 1953 og var derefter sekretær i Boligministeriet i 2 år.
1955-1966 var han lærer på Idrætshøjskolen i Sønderborg, dernæst 1966-1982 forstander for Krogerup Højskole og 1982-1988 undervisningsdirektør i Undervisningsministeriet; og til sidst direktør for Folkeoplysningsafdelingen i Kulturministeriet 1988-1993.
Af mange tillidsposter kan nævnes formand for Foreningen af Folkehøjskoler i Danmark 1971-1979 samt formand for, henholdsvis medlem af ministerielle råd og udvalg.